# Kardos Norbert
Kardos Norbert (Erdőd, 1984. június 28. – ) Artisjus díjas magyar zongoraművész, zeneszerző,  zenei rendező, foglalkoztatott zenész, a Kőbányai Zenei Stúdió tanára és a 2024-ben indult Póka Egon Művészeti Akadémia billentyűs hangszerek szakirányának felelőse. Oszlopos tagja Takács Nikolas, Veres Mónika "Nika", Szőke Nikoletta és Kökény Attila zenekarának, valamint Molnár Ferenc Caramel zongoristája és zenekarának vezetője. Számos televíziós műsor kísérő zenekarának tagja volt már.

## Tanulmányai
Kardos Norbert zenész családba született. Nagyapjának és két nagybátyjának köszönhetően, már 4 éves korában lehetősége adódott megismerkedni a zenével.
- 1991-ben szülei támogatásával iratkozott be a Szatmárnémetiben található Aurel Popp Művészeti Líceum Zeneművészeti szakára, ahol Kiss Tünde keze alatt 8 évig tanult klasszikus zongorát. Ugyanebben az intézményben folytatta középfokú tanulmányait, ahol végül Manfrédi Annamária diákjaként érettségizett.
- 12 év klasszikus képzés után Budapestre költözött szüleivel, hogy ott folytathassa tanulmányait.
- 2003-ban felvételt nyert a Kőbányai Zenei Stúdióba, ahol Fogarasi János keze alatt fejlődhetett. Már a második héten zenekar alapítottak diáktársaival, ekkor indult el zenei karrierje.
- 2006-ban Póka Egon ajánlására, fél évig a Pop-Academy Baden-Wuerttembergi főiskolában tanulhatott, mint cserediák.
- 2007-ben sikeres szakvizsgát tett a Kőbányai Zenei Stúdióban.
- 2009-ben felvételt nyert a Liszt Ferenc Zeneművészeti Egyetem Jazz-zongora szakára, ahol mestere Oláh Kálmán tanítványaként 2016-ban mesteri diplomát szerzett.

## Zenei pályafutása
A budapesti diákéveinek kezdetén, több lehetőséget kapott a Kőbányai Zenei Stúdió tanáraitól különböző produkciókban való vendégszereplésre, ebből az egyik kiemelkedő alkalom, amikor 2004-ben Babos Gyula ajánlására a Pa-Dö-Dő produkció tagja lett, egészen 2007-ig. Ez idő alatt jelent meg az első olyan lemez, amelyen billentyűsként lehetősége adódott közreműködni.

### Éliás Jr.
2004 -ben Éliás Jr. is megkereste, ahol a zenekar oszlopos tagjaként több lemezén is közreműködhetett: Jól vagyok (2007), Boldog vagyok (2010), Egy láthatatlan szál (2014).  A 2007-ben megjelent "Jól vagyok" című lemezen a "Játszunk még egy dalt" és a 2014-ben megjelent "Egy láthatatlan szál" című albumon szereplő "Mindhalálig várni Rád" szerzemények társszerzője.

### Király Viktor
2007-től 2014-ig Király Viktor zenekarának vezetője és tagja. Ez idő alatt megjelent mindkét album: "Király Viktor" (2009) és  "Solo" (2011)  társszerzője és producere.
Dalszerző pályafutásának első nagyobb slágere a 2009-ben megjelent "Forgószél" című dal, amit igazán átütő sikerrel követett, a hosszú ideig slágerlistákat vezető "Solo" című szerzemény.

### Caramel
2007-től Molnár Ferenc Caramel zenekarának oszlopos tagja és vezetője. Az első olyan lemez, amelyen közreműködött és végül platinalemez minősítést kapott ez idő alatt jelent meg "Lélekdonor" (2010) címmel.  Ezt követte a négy évvel később, 2014-ben megjelent "Epicentrum" című album, amely végül Aranylemez lett. Ezek mellett közreműködött a "Vízió" és a "Caramel 7" lemezeken is.

### Takács Nikolas
2008-tól  Takács Nikolas zenekarának billentyűse és zenekar vezetője. Takács Nikolas eddig megjelent mind a hét lemezén közreműködött, mint billentyűs, társszerző, zenei producer.
Legismertebb szerzeményeik között szerepel a "Zene kísér majd az úton" című dal, amely "A Második X. – Tíz új felvétel" című Aranylemeznek minősített albumon szerepel.

### Nox
2008-tól  három éven keresztül a Nox produkció billentyűse – ekkor szerepelt először a Papp László Budapest Sportaréna színpadán, a 2008-as Időntúl lemezbemutató koncert során.

### Radics Gigi
2012-től hat éven keresztül Radics Gigi zenekarának billentyűse és vezetője. Mindhárom ez idő alatt megjelent lemezén közreműködött, mint billentyűs és producer. Ezen kívül társszerzőként működött közre a kiemelkedő sikert arató "Végtelen hajó" című szerzeményben, amely bejutott "A Dal 2017" műsor döntőjébe.

### Random Trip
2012-től öt éven keresztül a Random Trip zenekar rendszeresen felkért vendégbillentyűse. A 2017-ben megjelent "Zenehíd" című lemezen társszerzőként működik közre a "Szeretem A Reggelt" és a "Getting Low" című dalokban. Mindemellett a 2014-ben megrendezésre kerülő "Redbull Pilvaker" rendezvényre is elkísérte a zenekart.

### Sax-O-Funk
2016-tól  a Csányi István által alapított Sax-O-Funk együttes tagja. Ez idő alatt két album jelent meg, amelyen billentyűsként működött közre.

### Egyéb közreműködések
- Babos “Gang” (2006-)
- Heincz Gábor "Biga" (2012 – 2016)
- Veres Mónika "Nika" (2012 – )
- Bereczki Zoltán (2013 – 2016)
- Wolf Kati (2012-2014)
- Redbull Pilvaker (2014)
- Kökény Attila (2015 – )
- Zoltán Erika (2018 – )
- Szőke Nikoletta (2019 – )
- Delhusa Gjon (2019 – 2021)
- Fekete Vonat (2023)
- Csepregi Éva  (2023-  )

és további különböző alkalmankénti vendégszereplések.

### Secret
2019-ben "Secret" névvel jelent meg az első saját stúdióalbuma. A lemezen 10 különböző stílusú teljesen új dal szerepel. Az albumra felkért művészek között szerepelnek olyan nevek, mint pl. Charlie, Póka Egon, Tátrai Tibor, Szőke Nikoletta, Veres Mónika "Nika", Kökény Attila, Takács Nikolas, László Attila, Nyári Alíz, Danyi Diána és ifj. Sárközi Lajos.

#### További közreműködők
- Balog László – dob
- Takács Donát – basszusgitár
- Dajka Krisztián – gitár
- Csányi István – fúvós, vokál
- Tar Gergely – ütőhangszerek
- Szakadáti Mátyás – dob
- Tóth Mátyás – gitár
- Barcza Horváth József – bőgő
- Hungarian Studio Orcherstra Bujtor Balázs vezetésével
- Lombos Márton – dalszöveg
- Klaudia Andrade – dalszöveg
- Felvételek: Pannónia Stúdió – Mohai György, Csicsák Norbert
- Mix & Master: Csicsák Norbert

A lemez az NKA támogatásával jött létre.

## TV műsorok
- 2014: A nagy duett zenekar billentyűse
- 2012: The Voice – Magyarország hangja zenekar másodbillentyűse
- 2013 – 2015:  Sztárban Sztár zenekar billentyűse
- 2010 – 2014: X-Faktor zongorakísérője
- 2014: Rising Star zenekar billentyűse
- 2024: Adom a Napom

## Albumok
További lemezek amelyeken a pályafutása során közreműködött:

### Pa-Dö-Dő
- 2005 -  A Padödő Első Dévédéje

### Éliás Jr.
- 2007 – Jól vagyok
- 2010 – Boldog vagyok
- 2014 – Egy láthatatlan szál

### Horváth Ákos
- 2008 – Mintha volna szíved

### Nox
- 2009 – Most

### Király Viktor
- 2009 – Király Viktor
- 2011 – Solo

### Brasch Bence
- 2010 – Szükségem Van Rád

### Caramel
- 2010 – Lélekdonor
- 2011 – Vízió
- 2014 – Epicentrum
- 2017 – Caramel 7
- 2022 – Mesterkód (Szerelem Musical)

### Kávészünet
- 2011 Kávészünet

### Takács Nikolas
- 2010 – Az első X – 10 dal az élő showból
- 2011 -  A Második X
- 2012 – Takács Nikolas és a Fool Moon – Music & Soul
- 2015 – in Time EP-1
- 2016 – Marci és az évszakok (hangoskönyv)
- 2016 – Be true and love
- 2019 – Takács Nikolas 33
- 2024 - Voice & Piano (Volume 1)

### Radics Gigi
- 2012 – Vadonatúj érzés
- 2014 – Barna Lány
- 2017 – Vonzás

### Nyári Alíz és Nyári Edit
- 2013 – Let this love
- 2016 – Szép szavak

### Random Trip
- 2017 – Zenehíd

### Sax-O-Funk
- 2017 – Sax-O-Funk
- 2021 – Stenque

### Kardos Norbert
- 2019 – Secret

### Charlie
- 2020 – Mindenen túl

### Nagy Bogi
- 2021 – Kezdet

### Németh Gábor Project
- 2022 – Staféta

### Léko Stefánia
- 2024 – Vallomás